# José Manuel Coelho
José Manuel da Mata Vieira Coelho, né le 22 juillet 1952 à Santa Cruz, au Portugal, est un homme politique portugais, membre du Parti de la nouvelle démocratie (PND).

## Député régional
Bien qu'il ait appartenu au Parti communiste portugais (PCP) jusqu'en 1999, il se présente aux élections régionales de 2007 à Madère sous les couleurs du Parti de la nouvelle démocratie (PND), une formation de centre droit, dont il devient le seul député à l'Assemblée législative. Il acquiert rapidement la stature d'opposant le plus résolu au président du gouvernement régional, Alberto João Jardim, du Parti social-démocrate (PPD/PSD).

## Candidat à la présidentielle
Il présente le 30 décembre 2010 sa candidature à l'élection présidentielle du 23 janvier 2011, avec l'appui du PND, et se sert de son temps de parole pour alerter l'opinion publique sur l'autoritarisme et la répression politique sur l'île de Madère. Candidat de la dernière minute, il n'atteint même pas 3 % dans les sondages à deux jours du premier tour. Le jour du scrutin, il parvient pourtant à recueillir 4,5 % des voix, se classant cinquième parmi les six candidats.

## Vie privée
Il est marié et père de deux filles. Ses parents sont des catholiques engagés.